# Syke
Syke (ˈziːkə) è una città di 24 365 abitanti della Bassa Sassonia, in Germania. Appartiene al circondario di Diepholz.

## Geografia fisica
Syke è il terzo comune più popoloso del circondario di Diepholz dopo Stuhr e Weyhe. È situata a est del Parco naturale Wildeshauser Geest, a circa 19 km a sud di Brema. È attraversata dal fiume Hache. Quanto alle "aree verdi", Syke vanta oltre 900 ettari di foreste demaniali, Friedeholz e Westermark, visitate durante la bella stagione non solo dai locali. Il paesaggio dominante è quello morenico, con boschi e valli glaciali. A nord-ovest del comune si erge l'Hohe Berg. In corrispondenza della strada principale del centro storico, un tempo era ubicato l'argine di una diga.

## Monumenti e luoghi d'interesse

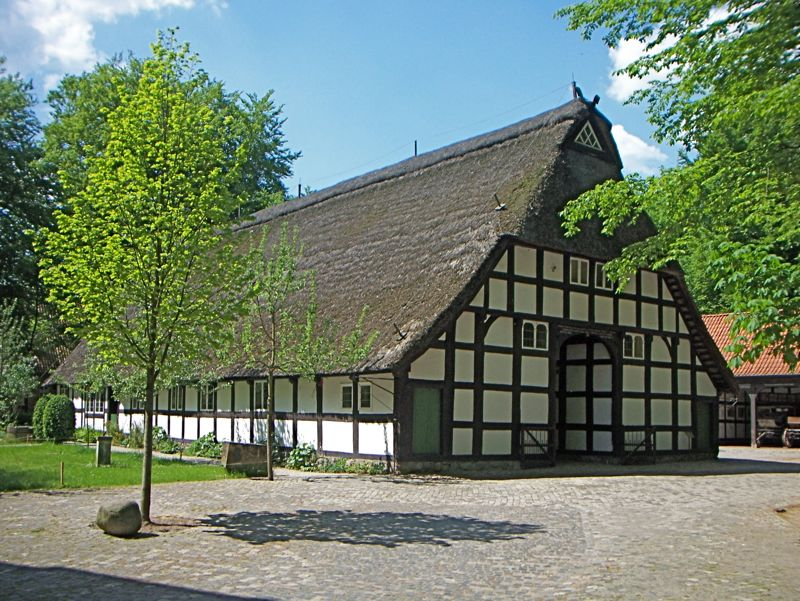
Il Kreismuseum

- Syker Vorwerk - Zentrum für zeitgenössische Kunst (la "fattoria di Syke" - Centro per l'arte contemporanea): l'area espositiva copre 400 m² su due piani
- il Kreismuseum (Museo del circondario)
- la Chiesa evangelico-luterana del centro storico
- il Museo del villaggio di Henstedt, che comprende un rifugio antiaereo originale
- il Syker Amtshof con i resti della cinta muraria medioevale
- le due foreste Friederholz e Westermark
- i parchi Mühlenteichpark ed Europa Garden
- l'Arboretum Syke, con circa 70 alberi di specie prevalentemente autoctone

## Evoluzione demografica
| Anno        | 1961   | 1970   | 1979   | 1987   | 1992   | 1997   | 2002   | 2007   | 2015   |
| ----------- | ------ | ------ | ------ | ------ | ------ | ------ | ------ | ------ | ------ |
| Popolazione | 16.203 | 17.013 | 19.413 | 18.796 | 21.411 | 23.340 | 23.786 | 24.527 | 24.018 |

## Geografia antropica
Oltre al capoluogo (Syke), il territorio comunale comprende le frazioni (Ortsteil) di Barrien, Gessel, Gödestorf, Heiligenfelde (con Clues), Henstedt, Jardinghausen, Okel, Osterholz, Ristedt, Schnepke, Steimke e Wachendorf.

## Infrastrutture e trasporti
- Autostrada federale 1
- Strada federale 6
- Linea ferroviaria Wanne-Eickel–Amburgo
- Linea ferroviaria RE 9 Osnabrück–Brema–Bremerhaven–Lehe
- Linea ferroviaria RS 2 Syke–Bremerhaven–Lehe
- Linea ferroviaria turistica (non in funzione tutti i giorni) Syke–Eystrup
- Aeroporto di Brema, a soli 20 chilometri

## Amministrazione

### Gemellaggi
- Brodnica
- La Chartre-sur-le-Loir
- Wąbrzeźno
- Znamensk